# Barbus mimus
The Ewaso Nyiro Barb (Barbus mimus) là một loài cá vây tia trong họ Cyprinidae.
Nó chỉ được tìm thấy ở Kenya.
Môi trường sống tự nhiên của nó là các con sông. It is not considered a threatened species by the IUCN.